# Шварц, Эрнст (зоолог)
Эрнст Шварц (нем. Ernst Schwarz) — немецкий зоолог. Специалист по высшим приматам. Стал известен после того, как изучил и описал в 1929 году новый вид шимпанзе — бонобо.
Шварц родился во Франкфурте-на-Майне и занимался зоологией в Мюнхене. Работал в Музее естественной истории во Франкфурте и Зоологическом музее в Берлине. В 1929 году стал профессором зоологии в Грайфсвальдском университете. С 1933 по 1937 год работал в Музее Естествознания в Лондоне, после чего переехал в Соединённые Штаты.
Он описал множество видов и подвидов обезьян, но большинство названий, которые он им дал, больше не используются. Он специально классифицировал бонобо (Pan paniscus) как подвид шимпанзе. Позже эта обезьяна была классифицирована как отдельный вид Гарольдом Джефферсоном Кулиджем в 1933 году.
Он также наблюдал и изучал таксономию тигров, дав подвидовое научное название ныне вымершему балийскому тигру.
Шварц также изучал земноводных и рептилий, особенно европейских и средиземноморских гадюк.